# Inês de Medeiros
Inês de Saint-Maurice Esteves de Medeiros Victorino de Almeida (Viena, 15 de abril de 1968) é uma atriz, realizadora e política portuguesa. Foi a vencedora do Globo de Ouro de Melhor Atriz de Cinema em Portugal em 1997. No presente, é, desde 2017, Presidente da Câmara Municipal de Almada, pelo Partido Socialista.

## Biografia
Nascida em Viena, passou a infância na Áustria com os pais, o maestro António Victorino de Almeida e a jornalista Maria Armanda de Saint-Maurice Ferreira Esteves, e a irmã, Maria de Medeiros, radicando-se na cidade de Lisboa em 1975. 
Frequentou o Liceu Francês (Lyceé Français Charles Lepierre), até 1986, e a Faculdade de Ciências Sociais e Humanas da Universidade Nova de Lisboa, estudando Literatura Portuguesa e Filosofia, cursos que nunca terminou para se dedicar à representação. 
Atriz profissional, tinha apenas dez anos quando se estreou no cinema numa longa-metragem dirigida pelo seu próprio pai A Culpa (1981); o filme foi uma experiência ocasional do maestro como realizador de cinema. Somaria, depois, uma filmografia com cerca de 30 películas, sendo dirigida por cineastas como José Fonseca e Costa, João Botelho ou Pedro Costa. Entre a sua filmografia encontram-se:
- Sem Sombra de Pecado (1983) de José Fonseca e Costa;
- Os Cornos de Cronos (1991) de José Fonseca e Costa;
- O Desejado de Paulo Soares da Rocha (1987);
- Tempos Difíceis (1988);
- Aqui na Terra (1993)
- Três Palmeiras (1994) de João Botelho;
- Uma Pedra No Bolso (1988);
- Onde Bate o Sol (1989) de Joaquim Pinto;
- O Sangue (1991); de Pedro Costa
- Casa de Lava (1995); de Pedro Costa
- Ossos (1997) de Pedro Costa;
- Zéfiro (1993), de José Álvaro Morais.

Depois de ter sido assistente de realização de Joaquim Pinto, em Onde Bate o Sol (1992) e Uma Pedra No Bolso, e de João César Monteiro, no filme Recordações da Casa Amarela (1989), viria a assinar duas curtas-metragens como realizadora — Senhor Jerónimo (1998) e O Fato Completo ou à Procura de Alberto (2002) — e um documentário — Cartas a uma Ditadura (2006).

### Atividade política
Além do seu percurso profissional como atriz, envolveu-se na política ligada ao Partido Socialista. Foi mandatária da campanha de Jorge Sampaio à Presidência da República (1996) e da candidatura do PS (encabeçada por Vital Moreira) às eleições europeias de 2009. Nas legislativas de 2009, foi eleita deputada à Assembleia da República, pelo Partido Socialista, no Círculo de Lisboa. 
Em 2010, o pagamento da viagem aérea semanal em classe executiva a Paris (onde tem residência) pelo Parlamento Português, gerou polémica com os partidos da direita, em especial o Partido Social Democrata, que votou mesmo contra o referido pagamento. Aquele partido considerou aquele pagamento como sendo um gasto supérfluo que poderia ser um precedente para o futuro. Inês, cansada das críticas acabou por dispensar aquela verba para não alimentar aquilo que ela considerou de pura demagogia.
Nas eleições autárquicas portuguesas de 2017 foi eleita Presidente da Câmara Municipal de Almada pelo Partido Socialista. Foi reeleita em 2021 para um segundo mandato como presidente da Câmara Municipal de Almada.

## Família
É filha de António Victorino de Almeida, maestro, e de Maria Armanda de Saint-Maurice Ferreira Esteves, jornalista, e irmã de Maria de Medeiros, actriz e cineasta. A sua avó materna, Odette de Saint-Maurice, foi autora infantojuvenil e locutora de rádio.
Casou com Fabrice Jérôme Denis Dubois de La Patellière (Paris, 23 de fevereiro de 1968), filho de Denis Marie Joseph Dubois de La Patellière (Nantes, 8 de março de 1921) e de sua segunda mulher Florence Renard, de quem tem um filho e uma filha: 
- Pedro Victorino de Almeida Dubois de La Patellière (Paris, 13 de julho de 1997)
- Oriana Victorino de Almeida Dubois de La Patellière (Paris, 9 de novembro de 2001)